# Nati nel 1983/Febbraio
| Questa pagina contiene informazioni ricavate automaticamente dalle voci biografiche con l'ausilio del template Bio e di un bot. L'aggiornamento è periodico e automatico e ricostruisce completamente la pagina. Se manca una persona in questa lista, sei pregato di non aggiungerla, ma accertati piuttosto che la sua voce biografica contenga il template Bio e che i dati anagrafici siano correttamente compilati. Se il template Bio manca, inseriscilo tu stesso o, in alternativa, metti l'avviso {{tmp\|Bio}} che ne segnala la mancanza. Se i dati riportati sono sbagliati, correggi direttamente la voce biografica; le modifiche saranno visibili in questa lista entro pochi giorni. Per chiarimenti vedi il progetto biografie. La lista contiene solo le 417 persone che sono citate nell'enciclopedia e per le quali è stato implementato correttamente il template Bio. Pagina aggiornata al 18 ago 2025. |

- 1º febbraio - Hamed Afagh, ex cestista iraniano
- 1º febbraio - Mutlu Akpınar, cestista turco
- 1º febbraio - Iveta Benešová, ex tennista ceca
- 1º febbraio - Marilou Berry, attrice, regista e sceneggiatrice francese
- 1º febbraio - Paolo Borrometi, giornalista e scrittore italiano
- 1º febbraio - Alessandro Calvi, nuotatore italiano
- 1º febbraio - Danilo Della Valle, politico italiano
- 1º febbraio - Mathieu Drujon, ex ciclista su strada francese
- 1º febbraio - Feđa Dudić, allenatore di calcio e ex calciatore bosniaco
- 1º febbraio - Tomáš Grigar, calciatore ceco
- 1º febbraio - Alexis Henríquez, ex calciatore colombiano
- 1º febbraio - Javier Hernanz, canoista, modello e personaggio televisivo spagnolo
- 1º febbraio - Stephan Keppler, ex sciatore alpino tedesco
- 1º febbraio - Petr Knakal, calciatore ceco
- 1º febbraio - Florian Liegl, ex saltatore con gli sci austriaco
- 1º febbraio - Kevin Martin, ex cestista statunitense
- 1º febbraio - Selim Nurudeen, ostacolista nigeriano
- 1º febbraio - Alain Rochat, ex calciatore svizzero
- 1º febbraio - Tong Wen, judoka cinese
- 1º febbraio - Jurgen Van Den Broeck, ex ciclista su strada belga
- 1º febbraio - Andrew VanWyngarden, cantante e polistrumentista statunitense
- 2 febbraio - Alexander Barta, ex hockeista su ghiaccio tedesco
- 2 febbraio - Bruno Mineiro, ex calciatore brasiliano
- 2 febbraio - Anastasija Davydova, sincronetta russa
- 2 febbraio - Santiago Elías, allenatore di calcio a 5 e ex giocatore di calcio a 5 argentino
- 2 febbraio - Oleksij Hodin, allenatore di calcio e ex calciatore ucraino
- 2 febbraio - Carolina Klüft, ex multiplista, lunghista e triplista svedese
- 2 febbraio - Arsen Pavlov, militare russo († 2016)
- 2 febbraio - Athanasia Perra, ex triplista greca
- 2 febbraio - Attila Simon, calciatore ungherese
- 2 febbraio - Jordin Tootoo, hockeista su ghiaccio canadese
- 2 febbraio - Vladimir Voskoboinikov, ex calciatore estone
- 3 febbraio - Mauricio Aguiar, ex cestista uruguaiano
- 3 febbraio - Carlos Berlocq, allenatore di tennis e ex tennista argentino
- 3 febbraio - Gu Li, goista cinese
- 3 febbraio - Deniz Hakyemez, pallavolista turca
- 3 febbraio - Predrag Jokić, ex pallanuotista montenegrino
- 3 febbraio - Newton Ben Katanha, ex calciatore zimbabwese
- 3 febbraio - Oleksandr Kovpak, ex calciatore ucraino
- 3 febbraio - Dimitri Pätzold, ex hockeista su ghiaccio tedesco
- 3 febbraio - Hillary Scott, ex attrice pornografica statunitense
- 3 febbraio - Michal Šlesingr, ex biatleta ceco
- 3 febbraio - Marcus Tudgay, calciatore inglese
- 3 febbraio - Josefa de Souza, pallavolista brasiliana
- 4 febbraio - Lauren Ash, attrice e doppiatrice canadese
- 4 febbraio - Hannibal Buress, comico e attore statunitense
- 4 febbraio - Miguel Ângelo Moita Garcia, ex calciatore portoghese
- 4 febbraio - Miljan Pupović, ex cestista serbo
- 4 febbraio - Blerim Rrustemi, ex calciatore albanese
- 4 febbraio - Dajuan Wagner, ex cestista statunitense
- 5 febbraio - Mohamed Al Zeno, calciatore siriano
- 5 febbraio - Adi Bichman, ex nuotatrice israeliana
- 5 febbraio - Travon Bryant, ex cestista e allenatore di pallacanestro statunitense
- 5 febbraio - Alexandru Cheltuială, ex calciatore moldavo
- 5 febbraio - Sayed Mohamed Adnan, calciatore bahreinita
- 5 febbraio - David Huynh, attore canadese
- 5 febbraio - Meghan Musnicki, canottiera statunitense
- 5 febbraio - Baby K, cantautrice e rapper italiana
- 5 febbraio - Eliseo Quintanilla, calciatore salvadoregno
- 5 febbraio - Carlos Rivera, cestista portoricano
- 5 febbraio - Vanessa Rousso, giocatrice di poker statunitense
- 5 febbraio - Hiroko Sano, ex calciatrice giapponese
- 5 febbraio - Steve Wachalski, ex cestista tedesco
- 5 febbraio - Tiffany Williams, ostacolista e velocista statunitense
- 5 febbraio - Yoon Jae-young, tennistavolista sudcoreano
- 6 febbraio - Anderson Marques, ex calciatore brasiliano
- 6 febbraio - Melrose Bickerstaff, modella e stilista statunitense
- 6 febbraio - Michael Christensen, ex calciatore danese
- 6 febbraio - Keila Costa, triplista e lunghista brasiliana
- 6 febbraio - Brodie Croyle, ex giocatore di football americano statunitense
- 6 febbraio - Dimas Delgado, allenatore di calcio e ex calciatore spagnolo
- 6 febbraio - Pavel Englický, cestista ceco
- 6 febbraio - Branko Ilič, ex calciatore sloveno
- 6 febbraio - Carlos Marques, ex calciatore portoghese
- 6 febbraio - Roman Orešnikov, bobbista russo
- 6 febbraio - Laura Rendina, multiplista italiana
- 6 febbraio - Michael Robinson, ex giocatore di football americano statunitense
- 6 febbraio - Elisabetta Sancassani, canottiera italiana
- 6 febbraio - Federico Turienzo, ex calciatore argentino
- 7 febbraio - Jonathan Brison, ex calciatore francese
- 7 febbraio - Yannick Deschamps, pilota motociclistico francese
- 7 febbraio - Alexander Dreymon, attore e modello tedesco
- 7 febbraio - Christian Flaschberger, ex sciatore alpino austriaco
- 7 febbraio - Malcolm Howard, canottiere canadese
- 7 febbraio - Christian Klien, pilota automobilistico austriaco
- 7 febbraio - Federico Marchetti, calciatore italiano
- 7 febbraio - Sam Martin, cantante statunitense
- 7 febbraio - Sammy Mejía, ex cestista statunitense
- 7 febbraio - Mark Oldershaw, canoista canadese
- 7 febbraio - Eva Riccobono, supermodella, attrice e conduttrice televisiva italiana
- 8 febbraio - Cosimo Adelizzi, politico e imprenditore italiano
- 8 febbraio - Jermaine Anderson, ex cestista e dirigente sportivo canadese
- 8 febbraio - Jermaine Blackburn, ex cestista statunitense
- 8 febbraio - Esther Bottomley, ex fondista australiana
- 8 febbraio - Choi Sung-kuk, ex calciatore sudcoreano
- 8 febbraio - Andronikos Gkizogiannīs, cestista greco
- 8 febbraio - Louise Glover, modella e fotografa britannica
- 8 febbraio - Atiba Hutchinson, ex calciatore canadese
- 8 febbraio - Cory Jane, ex rugbista a 15 e allenatore di rugby a 15 neozelandese
- 8 febbraio - Alexander Johnson, ex cestista statunitense
- 8 febbraio - Elias Kanu, ex calciatore brasiliano
- 8 febbraio - Ricardo León Brito, ex calciatore spagnolo
- 8 febbraio - João Paiva, allenatore di calcio e ex calciatore portoghese
- 8 febbraio - Didier Païs, ex lottatore francese
- 8 febbraio - Sergej Širjaev, ex fondista russo
- 8 febbraio - Tony Skinn, allenatore di pallacanestro e ex cestista nigeriano
- 8 febbraio - Ivan Skobrev, pattinatore di velocità su ghiaccio russo
- 8 febbraio - Jördis Steinegger, nuotatrice austriaca
- 8 febbraio - Olga Syahputra, attore indonesiano († 2015)
- 8 febbraio - Jim Verraros, cantante statunitense
- 8 febbraio - Birte Wentzek, attrice tedesca
- 9 febbraio - Francisco Danilo Aguilar, ex calciatore guatemalteco
- 9 febbraio - Mikel Arruabarrena, ex calciatore spagnolo
- 9 febbraio - Syamsul Chaeruddin, calciatore indonesiano
- 9 febbraio - Novica Bjelica, pallavolista serbo
- 9 febbraio - Fernando Cafasso, ex calciatore argentino
- 9 febbraio - Matty Cardarople, attore statunitense
- 9 febbraio - José Alfredo Castillo, calciatore boliviano
- 9 febbraio - Delilah DiCrescenzo, mezzofondista e siepista statunitense
- 9 febbraio - Celia Freijeiro, attrice spagnola
- 9 febbraio - Gérald Hardy-Dessources, pallavolista francese
- 9 febbraio - Manuele Labate, attore italiano
- 9 febbraio - Dimităr Rangelov, ex calciatore bulgaro
- 9 febbraio - Martin Stoll, ex calciatore tedesco
- 9 febbraio - Aleksandar Trišović, ex calciatore serbo
- 9 febbraio - Damiano Zanon, ex calciatore italiano
- 10 febbraio - Kenny Adeleke, ex cestista nigeriano
- 10 febbraio - Félix Araujo, ex calciatore messicano
- 10 febbraio - Ricardo Clark, ex calciatore statunitense
- 10 febbraio - Péter Czvitkovics, ex calciatore ungherese
- 10 febbraio - Daiane dos Santos, ex ginnasta brasiliana
- 10 febbraio - Du Zhenyu, ex calciatore cinese
- 10 febbraio - Vic Fuentes, cantante, chitarrista e bassista statunitense
- 10 febbraio - Lucian Goian, ex calciatore rumeno
- 10 febbraio - Allean Grant, calciatore britannico
- 10 febbraio - Pavel Gubarev, politico e militare ucraino
- 10 febbraio - Jason Hobson, rugbista a 15 britannico
- 10 febbraio - Daniel Sobralense, ex calciatore brasiliano
- 10 febbraio - Vagnur Mohr Mortensen, ex calciatore faroese
- 10 febbraio - Julius Onah, regista e attore nigeriano
- 10 febbraio - Lucía Paraja, ex pallavolista spagnola
- 10 febbraio - Joe Sempolinski, politico statunitense
- 10 febbraio - Matej Tóth, marciatore slovacco
- 10 febbraio - José de la Cuesta, ex calciatore colombiano
- 11 febbraio - Federico Agliardi, allenatore di calcio e ex calciatore italiano
- 11 febbraio - David Aua, calciatore papuano
- 11 febbraio - Sheri-Ann Brooks, velocista giamaicana
- 11 febbraio - Ian Burchnall, allenatore di calcio inglese
- 11 febbraio - Jeff Chan, cestista filippino
- 11 febbraio - Matt Climie, ex hockeista su ghiaccio canadese
- 11 febbraio - Nicki Clyne, attrice canadese
- 11 febbraio - Congorock, disc jockey e produttore discografico italiano
- 11 febbraio - Jared Isaacman, imprenditore e astronauta statunitense
- 11 febbraio - Magnus Johansen, giocatore di calcio a 5 e calciatore norvegese
- 11 febbraio - Axel Kárason, cestista islandese
- 11 febbraio - Danny Mrwanda, calciatore tanzaniano
- 11 febbraio - Eric Osmundson, ex cestista statunitense
- 11 febbraio - Alessandra Petrucci, ex pallavolista italiana
- 11 febbraio - Hocine Ragued, ex calciatore tunisino
- 11 febbraio - Rick Rickert, ex cestista statunitense
- 11 febbraio - Ronald Ross, allenatore di pallacanestro e ex cestista statunitense
- 11 febbraio - Tihhon Šišov, calciatore estone
- 11 febbraio - David Tarka, ex calciatore australiano
- 11 febbraio - Stephen Thompson, artista marziale misto e kickboxer statunitense
- 11 febbraio - Rafael van der Vaart, allenatore di calcio, dirigente sportivo e ex calciatore olandese
- 11 febbraio - Ladislav Škantár, canoista slovacco
- 12 febbraio - Josef Altin, attore britannico
- 12 febbraio - Flora Canto, attrice e conduttrice televisiva italiana
- 12 febbraio - Anthony Floch, ex rugbista a 15 francese
- 12 febbraio - Chuck Hittinger, attore statunitense
- 12 febbraio - Vjačaslaŭ Hleb, ex calciatore bielorusso
- 12 febbraio - David Kirtman, ex giocatore di football americano statunitense
- 12 febbraio - Svetlana Korolëva, modella russa
- 12 febbraio - Krešimir Lončar, ex cestista croato
- 12 febbraio - Nguyễn Tiến Minh, giocatore di badminton vietnamita
- 12 febbraio - Julien Rahier, ex cestista belga
- 12 febbraio - Ana Rucner, violoncellista croata
- 12 febbraio - Morten Skjønsberg, ex calciatore norvegese
- 12 febbraio - Jacob Sørensen, ex calciatore danese
- 12 febbraio - Iko Uwais, attore e artista marziale indonesiano
- 12 febbraio - Romain Vadeleux, pallavolista francese
- 12 febbraio - Carlos Vicens, allenatore di calcio e ex calciatore spagnolo
- 12 febbraio - Cyril Vieux, allenatore di sci alpino e ex sciatore alpino francese
- 12 febbraio - Hidetoshi Wakui, ex calciatore giapponese
- 12 febbraio - Lukáš Zelenka, ex calciatore ceco
- 13 febbraio - Nicola Beati, ex calciatore italiano
- 13 febbraio - Santi Freixa, hockeista su prato spagnolo
- 13 febbraio - Mohammad Gholami, calciatore iraniano
- 13 febbraio - Mladen Kašćelan, ex calciatore montenegrino
- 13 febbraio - Vladislav Koršunov, rugbista a 15 russo
- 13 febbraio - Joel Little, produttore discografico e musicista neozelandese
- 13 febbraio - Megan Mahoney, ex cestista statunitense
- 13 febbraio - Stefano Pini, poeta italiano
- 13 febbraio - Bojan Popović, ex cestista serbo
- 13 febbraio - Manuela Roani, pallavolista italiana
- 13 febbraio - Andrea Tricarico, allenatore di calcio e ex calciatore italiano
- 13 febbraio - Anna Watkins, canottiera britannica
- 14 febbraio - Chiara Arcangeli, ex pallavolista italiana
- 14 febbraio - Amir Azmy, allenatore di calcio e ex calciatore egiziano
- 14 febbraio - Adil Baig, ex nuotatore pakistano
- 14 febbraio - Sung Hoon, attore sudcoreano
- 14 febbraio - Rocky Elsom, rugbista a 15 australiano
- 14 febbraio - Sada Jacobson, schermitrice statunitense
- 14 febbraio - Modou Jagne, ex calciatore gambiano
- 14 febbraio - Nikola Kovačević, pallavolista serbo
- 14 febbraio - Michele Lapenna, allenatore di pallanuoto e ex pallanuotista italiano
- 14 febbraio - Julia Ling, attrice statunitense
- 14 febbraio - The Night Skinny, produttore discografico e disc jockey italiano
- 14 febbraio - Riccardo Olgiati, politico italiano
- 14 febbraio - Manuel Poggiali, pilota motociclistico e giocatore di calcio a 5 sammarinese
- 14 febbraio - Anthony Roberson, ex cestista statunitense
- 14 febbraio - Marin Rozić, ex cestista croato
- 14 febbraio - Bacary Sagna, ex calciatore francese
- 14 febbraio - Riccardo Santolamazza, cestista italiano
- 14 febbraio - José Luis Tancredi, allenatore di calcio e ex calciatore uruguaiano
- 14 febbraio - Takayuki Tanii, marciatore giapponese
- 15 febbraio - Cristian Altinier, ex calciatore italiano
- 15 febbraio - Eddie Basden, ex cestista statunitense
- 15 febbraio - Rolando Bianchi, allenatore di calcio e ex calciatore italiano
- 15 febbraio - Ashley Cafagna-Tesoro, attrice e cantante statunitense
- 15 febbraio - Don Cowie, allenatore di calcio e ex calciatore scozzese
- 15 febbraio - David Degen, ex calciatore svizzero
- 15 febbraio - Philipp Degen, ex calciatore svizzero
- 15 febbraio - Selita Ebanks, supermodella britannica
- 15 febbraio - Hugo Faria, ex calciatore portoghese
- 15 febbraio - Jérôme Lemoigne, ex calciatore francese
- 15 febbraio - Russell Martin, giocatore di baseball canadese
- 15 febbraio - Sílvia Pérez Cruz, cantante spagnola
- 15 febbraio - Curtis Stinson, ex cestista statunitense
- 15 febbraio - MC Stojan, rapper e cantante serbo
- 16 febbraio - Ustaritz Aldekoaotalora, ex calciatore spagnolo
- 16 febbraio - Sashi Chalwe, ex calciatore zambiano
- 16 febbraio - Quincy Davis, cestista taiwanese
- 16 febbraio - Pietro De Giorgio, allenatore di calcio e ex calciatore italiano
- 16 febbraio - Agyness Deyn, supermodella, attrice e musicista britannica
- 16 febbraio - Dino Đulbić, ex calciatore bosniaco
- 16 febbraio - Yony Flores, ex calciatore guatemalteco
- 16 febbraio - Anthony Fuqua, ex cestista statunitense
- 16 febbraio - Sherwin Leo George, calciatore dominicense
- 16 febbraio - Dennis Jonsson, ex calciatore svedese
- 16 febbraio - Toni Koskela, allenatore di calcio e ex calciatore finlandese
- 16 febbraio - John Magaro, attore statunitense
- 16 febbraio - Michael, ex calciatore brasiliano
- 16 febbraio - Maurizio Micheluz, pilota motociclistico italiano
- 16 febbraio - Tuomo Ruutu, hockeista su ghiaccio finlandese
- 16 febbraio - Alessio Stamilla, calciatore italiano
- 16 febbraio - Veselin Veselinov, cestista, allenatore di pallacanestro e dirigente sportivo bulgaro
- 16 febbraio - Erika Vázquez, calciatrice spagnola
- 16 febbraio - Daniel Welser, ex hockeista su ghiaccio austriaco
- 17 febbraio - Outasight, cantautore, rapper e produttore discografico statunitense
- 17 febbraio - Abbey Brooks, ex attrice pornografica statunitense
- 17 febbraio - Bruno Amaro, ex calciatore portoghese
- 17 febbraio - Gérald Cid, ex calciatore francese
- 17 febbraio - Toni Dijan, ex cestista e allenatore di pallacanestro croato
- 17 febbraio - Émilie Fer, canoista francese
- 17 febbraio - Nora Fingscheidt, regista e sceneggiatrice tedesca
- 17 febbraio - David Frič, allenatore di calcio a 5 e ex giocatore di calcio a 5 ceco
- 17 febbraio - Mohammad Massad, ex calciatore saudita
- 17 febbraio - Fëdor Nemirovič, schermidore bielorusso
- 17 febbraio - Chelsea Newton, ex cestista e allenatrice di pallacanestro statunitense
- 17 febbraio - Kevin Rudolf, cantautore e produttore discografico statunitense
- 17 febbraio - Alain Schultz, ex calciatore svizzero
- 18 febbraio - Néstor Ayala, calciatore paraguaiano
- 18 febbraio - Kara Braxton, ex cestista statunitense
- 18 febbraio - Aleksandar Čanović, ex calciatore serbo
- 18 febbraio - Lara Comi, politica italiana
- 18 febbraio - Edis Elkasević, allenatore di atletica leggera e ex pesista croato
- 18 febbraio - Silvia Gregorini, ex ginnasta italiana
- 18 febbraio - Monique Henderson, velocista statunitense
- 18 febbraio - Joel Huiqui, ex calciatore messicano
- 18 febbraio - Jermaine Jenas, conduttore televisivo e ex calciatore inglese
- 18 febbraio - Dmitrij Klokov, ex sollevatore russo
- 18 febbraio - Bruno Lança, ex calciatore brasiliano
- 18 febbraio - Federico Lestini, cestista italiano
- 18 febbraio - Jason Maxiell, ex cestista statunitense
- 18 febbraio - Tyrone Mears, ex calciatore inglese
- 18 febbraio - Il'ja Rosljakov, ex saltatore con gli sci russo
- 18 febbraio - Wrenn Schmidt, attrice statunitense
- 18 febbraio - Eduard Serhijenko, calciatore ucraino
- 18 febbraio - David Vaughan, ex calciatore gallese
- 18 febbraio - Roberta Vinci, telecronista sportiva e ex tennista italiana
- 19 febbraio - Răzvan Cociș, ex calciatore rumeno
- 19 febbraio - Detelin Dalakliev, ex pugile bulgaro
- 19 febbraio - Affo Erassa, ex calciatore togolese
- 19 febbraio - Marek Gancarczyk, ex calciatore polacco
- 19 febbraio - Wissam Joubran, musicista, compositore e liutaio palestinese
- 19 febbraio - Kotooshu Katsunori, lottatore di sumo bulgaro
- 19 febbraio - Daigo Kobayashi, ex calciatore giapponese
- 19 febbraio - Niccolò Lattanzi, pallavolista italiano
- 19 febbraio - Mika Nakashima, cantante, modella e attrice giapponese
- 19 febbraio - Mihai Neșu, ex calciatore rumeno
- 19 febbraio - Miriam Odemba, modella tanzaniana
- 19 febbraio - Manny Ramirez, giocatore di football americano statunitense
- 19 febbraio - John Turek, ex cestista statunitense
- 19 febbraio - Ryan Whitney, ex hockeista su ghiaccio statunitense
- 19 febbraio - Jawad Williams, ex cestista statunitense
- 19 febbraio - Darold Williamson, velocista statunitense
- 19 febbraio - Wu Hao, ex calciatore cinese
- 19 febbraio - Nick Zoricic, sciatore alpino e sciatore freestyle canadese († 2012)
- 20 febbraio - Joakim Austnes, allenatore di calcio, calciatore e ex giocatore di calcio a 5 norvegese
- 20 febbraio - Faris Efendić, ex calciatore bosniaco
- 20 febbraio - Jeremy Foley, attore statunitense
- 20 febbraio - Emad Meteab, ex calciatore egiziano
- 20 febbraio - Rino Moretta, calciatore francese
- 20 febbraio - Jessie Mueller, attrice e cantante statunitense
- 20 febbraio - Alfred Osmani, allenatore di calcio e ex calciatore albanese
- 20 febbraio - Fredrik Persson, ex calciatore svedese
- 20 febbraio - Jorge Pina Roldán, ex calciatore spagnolo
- 20 febbraio - Nicolás Spolli, ex calciatore argentino
- 20 febbraio - Justin Verlander, giocatore di baseball statunitense
- 20 febbraio - Bronson Webb, attore britannico
- 21 febbraio - Wes Brisco, wrestler statunitense
- 21 febbraio - Tomáš Bruško, calciatore slovacco
- 21 febbraio - Mário Carlos, ex calciatore portoghese
- 21 febbraio - Paul Daley, artista marziale misto e kickboxer britannico
- 21 febbraio - Braylon Edwards, ex giocatore di football americano statunitense
- 21 febbraio - Daniel Ek, imprenditore svedese
- 21 febbraio - Demián González, pallavolista argentino
- 21 febbraio - Chris Hill, ex cestista statunitense
- 21 febbraio - Kosta Janev, calciatore bulgaro
- 21 febbraio - Adam Johansson, ex calciatore svedese
- 21 febbraio - Vegar Landro, ex calciatore norvegese
- 21 febbraio - Mélanie Laurent, attrice, regista e cantante francese
- 21 febbraio - Benoît Lesoimier, ex calciatore francese
- 21 febbraio - Eoin Macken, attore, modello e regista irlandese
- 21 febbraio - Mitja Mörec, ex calciatore sloveno
- 21 febbraio - Alasdair Strokosch, rugbista a 15 britannico
- 21 febbraio - Filip Trojan, ex calciatore ceco
- 22 febbraio - Penny Flame, ex attrice pornografica statunitense
- 22 febbraio - Alanzinho, ex calciatore brasiliano
- 22 febbraio - JR, artista francese
- 22 febbraio - Christian Menardi, allenatore di hockey su ghiaccio e ex hockeista su ghiaccio italiano
- 22 febbraio - Darius Miceika, ex calciatore lituano
- 22 febbraio - Chris Morris, giocatore di football americano statunitense
- 22 febbraio - Povilas Mykolaitis, ex lunghista lituano
- 22 febbraio - Renzo Omar Ruggiero, ex calciatore argentino
- 22 febbraio - Iliza Shlesinger, comica e attrice statunitense
- 22 febbraio - Dag Martin Tverborgvik, ex calciatore norvegese
- 23 febbraio - Aziz Ansari, attore, sceneggiatore e comico statunitense
- 23 febbraio - Mirco Bergamasco, rugbista a 15, rugbista a 13 e allenatore di rugby a 15 italiano
- 23 febbraio - Emily Blunt, attrice britannica
- 23 febbraio - Henning Bommel, ex pistard e ex ciclista su strada tedesco
- 23 febbraio - Simon Eder, biatleta austriaco
- 23 febbraio - Krasimir Gajdarski, pallavolista bulgaro
- 23 febbraio - Jonathan Haagensen, attore e modello brasiliano
- 23 febbraio - Frank Hansen, ex calciatore danese
- 23 febbraio - He Yang, calciatore cinese
- 23 febbraio - Bernd Hiemer, pilota motociclistico tedesco
- 23 febbraio - Gastón Machín, ex calciatore argentino
- 23 febbraio - Mido, allenatore di calcio e ex calciatore egiziano
- 23 febbraio - Simona Molinari, cantante italiana
- 23 febbraio - Moreno Aoas Vidal, ex calciatore brasiliano
- 23 febbraio - Dijon Thompson, ex cestista statunitense
- 23 febbraio - Murod Zukhurov, ex calciatore uzbeko
- 23 febbraio - Sultan Abdulmajeed Alhabashi, pesista saudita
- 24 febbraio - Jan Błachowicz, artista marziale mista polacco
- 24 febbraio - Edoardo Fanucci, politico italiano
- 24 febbraio - Surya Shekhar Ganguly, scacchista indiano
- 24 febbraio - Santiago González, tennista messicano
- 24 febbraio - Sophie Howard, modella britannica
- 24 febbraio - Rémi Maréval, ex calciatore francese
- 24 febbraio - Matt McGinley, batterista statunitense
- 24 febbraio - Mark McGivern, pallavolista britannico
- 24 febbraio - Russell Mwafulirwa, ex calciatore malawiano
- 24 febbraio - Tawny Newsome, attrice e sceneggiatrice statunitense
- 24 febbraio - Charlie Peprah, giocatore di football americano statunitense
- 24 febbraio - Priscila Perales, modella messicana
- 24 febbraio - Javier Pinola, ex calciatore argentino
- 24 febbraio - Samantha Richards, ex cestista australiana
- 24 febbraio - Ross Schraeder, ex cestista statunitense
- 24 febbraio - Marco Soia, ex hockeista su ghiaccio italiano
- 24 febbraio - Wesam al-Sous, allenatore di pallacanestro e ex cestista giordano
- 24 febbraio - Marcin Stefański, allenatore di pallacanestro e ex cestista polacco
- 24 febbraio - Médine, rapper francese
- 25 febbraio - Robin Cederberg, calciatore svedese
- 25 febbraio - Monique Currie, ex cestista statunitense
- 25 febbraio - Sylwia Czwojdzińska, pentatleta polacca
- 25 febbraio - Eduardo Alves da Silva, ex calciatore brasiliano
- 25 febbraio - William Ferreira, ex calciatore uruguaiano
- 25 febbraio - Fabian Lamotte, allenatore di calcio e calciatore tedesco
- 25 febbraio - Ndiyapo Letsholathebe, ex calciatore botswano
- 25 febbraio - Martin MacInnes, scrittore scozzese
- 25 febbraio - Mattias Moström, calciatore svedese
- 25 febbraio - Ronny Carlos da Silva, ex calciatore brasiliano
- 25 febbraio - Petr Šíma, calciatore ceco
- 25 febbraio - Kateřina Smejkalová, modella ceca
- 25 febbraio - Federica Vitale, nuotatrice italiana
- 25 febbraio - Lulu Wang, regista e sceneggiatrice cinese
- 26 febbraio - Sergej Bykov, ex cestista e allenatore di pallacanestro russo
- 26 febbraio - Floris Evers, hockeista su prato olandese
- 26 febbraio - Astor Henríquez, ex calciatore honduregno
- 26 febbraio - Marco Lazaga, calciatore paraguaiano
- 26 febbraio - Yamna Lobos, ballerina e conduttrice televisiva cilena
- 26 febbraio - Erin McLeod, calciatrice canadese
- 26 febbraio - Kara Monaco, modella statunitense
- 26 febbraio - Pepe, ex calciatore brasiliano
- 26 febbraio - Ilenia Sancassani, ex calciatrice italiana
- 26 febbraio - Mikael Yourassowsky, ex calciatore belga
- 27 febbraio - Marco Baroni, cantautore italiano
- 27 febbraio - Anouar Diba, calciatore marocchino
- 27 febbraio - Duje Draganja, ex nuotatore croato
- 27 febbraio - Devin Harris, ex cestista statunitense
- 27 febbraio - Julija Kalinovskaja, canottiera russa
- 27 febbraio - Kate Mara, attrice statunitense
- 27 febbraio - Mohammed Nabus, giornalista libico († 2011)
- 27 febbraio - Vítězslav Veselý, giavellottista ceco
- 28 febbraio - Briony Cole, tuffatrice australiana
- 28 febbraio - Srećko Horvat, attivista e filosofo croato
- 28 febbraio - Dejan Hristov, calciatore bulgaro
- 28 febbraio - James Kwambai, maratoneta keniota
- 28 febbraio - Ice La Fox, ex attrice pornografica statunitense
- 28 febbraio - Vasyl' Maljuk, generale e agente segreto ucraino
- 28 febbraio - Sara Nordenstam, ex nuotatrice norvegese
- 28 febbraio - Ferran Pol, ex calciatore andorrano
- 28 febbraio - Adam Shaban, ex calciatore keniota
- 28 febbraio - Tea Törmänen, ex giocatrice di football americano e politica finlandese
- 28 febbraio - Zhong Man, schermidore cinese